# Joaquín Planell
Joaquín Planell Riera (Vitoria, 22 de noviembre de 1891-Madrid, 3 de julio de 1969) fue un militar y político español. Durante la dictadura franquista llegó a ejercer diversos cargos oficiales.

## Biografía

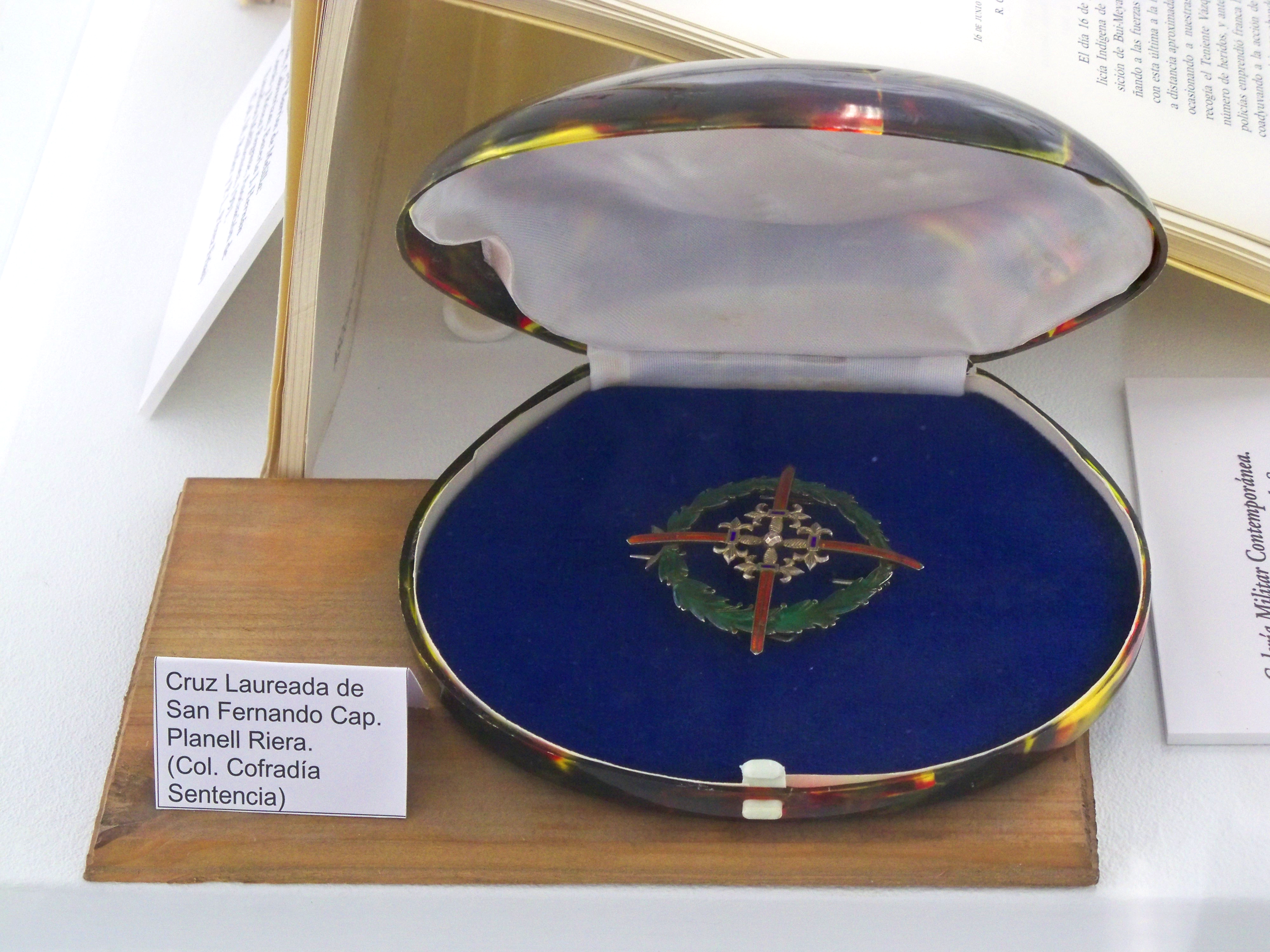
Cruz Laureada de San Fernando del capitán Joaquín Planell Riera.

Nació en la ciudad alavesa de Vitoria en 1891. Artillero de carrera, participó en las campañas de Marruecos, donde recibió la Cruz Laureada de San Fernando por su defensa del peñón de Alhucemas (1924).
Desempeñó la Agregaduría militar de la embajada española en Estados Unidos entre 1930 y 1934.
Alineado con el bando sublevado tras el estallido de la Guerra Civil, fue jefe de la sede de la fabricación del Cuartel General del general Franco entre 1937 y 1939. Después de la contienda fue nombrado vicepresidente del Instituto Nacional de Industria (INI), cargo que desempeñó entre 1945 y 1951. Simultaneó este puesto con la presidencia de la Empresa Nacional Calvo Sotelo, entre 1944 y 1956. Por sugerencia del almirante Luis Carrero Blanco, ocuparía el cargo de ministro de Industria entre 1951 y 1962. Tras su cese fue designado director del Banco de Crédito Industrial.